# Paul Tarascon
Pour les articles homonymes, voir Tarascon.

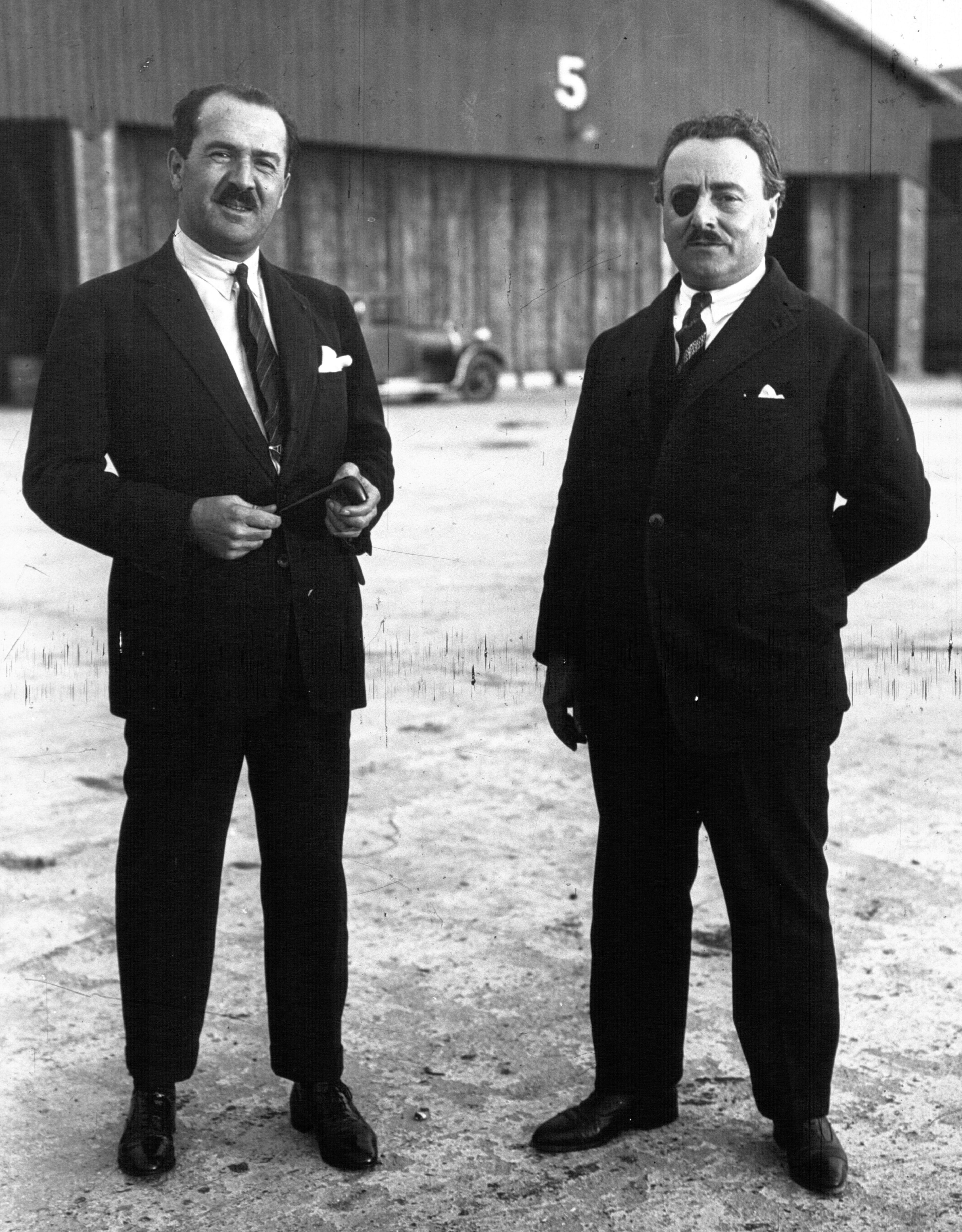
Paul Tarascon (à gauche) avec François Coli en 1925.

Paul Albert Pierre Tarascon, né le 8 décembre 1882 au Thor (Vaucluse) et mort le 11 juin 1977 à Levallois-Perret (Hauts-de-Seine), est un aviateur français, as de la Première Guerre mondiale avec 12 victoires homologuées.

## Biographie
Paul Tarascon rejoint l'armée en 1901. Une fois son service militaire achevé, il s'engage dans le 4e régiment d'infanterie coloniale. En 1911, alors qu'il apprend à voler, il s'écrase à cause « d'une rupture de commande en vol » et doit être amputé du pied droit, ce qui lui vaudra plus tard le surnom de « l'as à la jambe de bois ».

### Première Guerre mondiale
Malgré son handicap, lorsque la Première Guerre mondiale éclate, il s'engage comme volontaire dans l'aviation. En janvier 1915, il devient l'instructeur, pendant trois mois, de Georges Guynemer qui sera par la suite l'un des pilotes de guerre français les plus célèbres de la Première Guerre mondiale. 
Demandant à être envoyé au combat, il est affecté aux escadrilles 31, 3, puis 62 en 1916. C'est au sein de l'escadrille 62 que Tarascon remporte ses 12 victoires. Il pilote successivement plusieurs types de Nieuport qu'il baptise du surnom de « Zigomar » et termine la guerre aux commandes d'un SPAD S.VII.
Son frère, Charles Tarascon, qui était aussi aviateur, est décédé d'un accident en vol le 12 mars 1918 au-dessus du camp d'aviation de Pau, en pilotant un appareil Nieuport lors d'un vol d'instruction.

### Entre-deux-guerres
À la fin de la guerre, Paul Tarascon est promu lieutenant. Comme nombre de ses camarades, il participe au développement de l'aviation et se lance à la poursuite de nombreux records. En 1923, il s'associe à François Coli pour tenter de remporter le prix Orteig récompensant les premiers aviateurs à traverser l'Atlantique entre Paris et New York. Ils sont les premiers à relever officiellement le défi en 1925 mais un accident détruit leur Potez 25 en 1926. Tarascon est gravement brûlé. Coli forme une nouvelle équipe avec Charles Nungesser et c'est avec ce dernier qu'il disparaît à bord de l'Oiseau blanc lors de leur tentative le 8 mai 1927. 
Tarascon va former un nouveau projet de traversée avec un appareil Bernard GR 18 baptisé « Oiseau Tango » mais va finalement abandonner le projet pour se retirer à Cannes en 1930 où il co-fondera l'aérodrome de Cannes-Mandelieu.

### Seconde Guerre mondiale
Pendant la Seconde Guerre mondiale, Paul Tarascon est mobilisé en 1939 comme officier de liaison. Renvoyé dans ses foyers à l'armistice, il s'engage dans les premiers réseaux de la Résistance. Il va héberger des agents britanniques dans sa villa, ravitailler le maquis et former des résistants à l’action clandestine. À la libération, avec le grade de commandant FFI, il procède au réaménagement de son terrain miné par les Allemands, avec l’aide de prisonniers de guerre qui lui sont affectés.

## Décorations
- Grand-croix de la Légion d'honneur Il reçoit la grand-croix de la Légion d'honneur le 29 avril 1955, par le président René Coty[7].
- Croix de guerre 1914-18 avec 8 palmes (au regard de la photographie)